# Hrvatizem
Hrvatízem ali kroatízem je iz hrvaščine prevzeta jezikovna prvina v kakem drugem jeziku. Velikokrat kot prevzete besede obravnavamo skupaj hrvatizme in srbizme, saj ni mogoče v vseh primerih ugotoviti, ali gre za srbsko ali za hrvaško besedo. S skupno besedo imenujemo prevzete jezikovne prvine iz hrvaščine in srbščine srbohrvatizmi, čeprav gre pri njih v ožjem smislu le za prevzete jezikovne prvine iz knjižne srbohrvaščine od 50. let 19. stoletja.

## Hrvatizmi v slovenščini
Slovenski jezik ima največ prevzetih besed iz hrvaščine in srbščine. Hrvatizmi v slovenščini so lahko prevzete besede (slovnica), način zapisa slovenske besede (živio), določen pomen sicer domače besede (uporno za 'vztrajno'), obrazilo (razpravljati po), oblika (živio namesto živel) ali skladenjska lastnost (čudi me namesto čudim se). Prek hrvaščine smo prevzemali besede tudi iz drugih jezikov, na primer koruza in bedak iz turščine, gazda, čipka, soba iz madžarščine, podanik, pestič iz ruščine.

### Primeri[3][4]
- blagajna
- brzojaviti
- dvorana
- izven (za 'zunaj')
- javen
- lovor
- lubenica
- pojem
- pločnik
- prestolnica
- razlika
- slika
- smatrati (za 'meniti')
- otvoritev (za 'odprtje')
- uprava
- upravitelj
- zagonetka
- zmaj
- župnik